# 1929 en Alberta
Chronologie de l'Alberta
- 1925
- 1926
- 1927
- 1928
- 1929
- 1930
- 1931
- 1932
- 1933

Cette page concerne des événements qui se sont produits durant l'année 1929 dans la province canadienne de l'Alberta.

## Politique
- Premier ministre : John Edward Brownlee des United Farmers
- Chef de l'Opposition :
- Lieutenant-gouverneur : William Egbert
- Législature :

## Naissances
- 8 février : Thelma Chalifoux, née à Calgary et morte à Saint-Albert le 22 septembre 2017[1], est une pédagogue et sénatrice canadienne d'origine métisse et militante de la cause métisse au Canada.

- 23 mai : Victor John Stasiuk[2] (né à Lethbridge), joueur professionnel canadien de hockey sur glace qui évoluait au poste d'ailier gauche. Il est ensuite devenu entraîneur[3].

- 1 juin : Yehudi Wyner, né à Calgary, compositeur, pianiste, chef d'orchestre et professeur de musique américain qui a remporté le prix Pulitzer de musique en 2006 pour son concerto  pour piano Chiavi in Mano (en).

- 11 septembre : Eric Paterson (né à Edmonton et mort le 14 janvier 2014[4] à Sherwood Park) , joueur de hockey sur glace. Il participe aux Jeux olympiques d'hiver de 1952 et devient champion olympique avec le Canada[5].

- 18 octobre : Violet Pauline King Henry, née à Calgary et décédée le 30 mars 1982, avocate et militante canadienne pour les droits civiques.
- 24 octobre : Norman Lim Kwong (林佐民, pinyin : Lín Zuǒmín) dit Normie Kwong, (né Lim Kwong Yew  à Calgary en Alberta et mort le 3 septembre 2016 dans la même ville), joueur professionnel de football canadien dans la Ligue canadienne de football. Il fut le 16e lieutenant-gouverneur de l'Alberta du 25 janvier 2005 au 11 mai 2010 date à laquelle l'ancien colonel des Forces canadiennes, Donald Ethell, lui succède.

- 2 novembre : Richard Edward Taylor (né à Medicine Hat - 22 février 2018 à Stanford, Californie) , physicien canadien. Lui, Henry Way Kendall et Jerome Isaac Friedman sont colauréats du prix Nobel de physique de 1990[6].

## Décès
- 16 septembre : Robert George Brett  (né le 16 novembre 1851- décédé à Calgary), médecin et un homme politique provincial canadien des Territoires du Nord-Ouest et de l'Alberta. Il est le second lieutenant-gouverneur de 1915 à 1925[7].